# مصطفی المعیلو
مصطفی المعیلو (عربی: مصطفى المعيلو؛ زادهٔ ۱۸ ژانویهٔ ۱۹۸۸) یک بازیکن فوتبال اهل عربستان سعودی است.